# Saint-Sever
Saint-Sever (gaskonsko Sent Sever) je naselje in občina v jugozahodnem francoskem departmaju Landes regije Nove Akvitanije. Leta 2009 je naselje imelo 4821 prebivalcev.

## Geografija
Kraj leži v pokrajini Gaskonji ob reki Adour, 17 km jugozahodno od Mont-de-Marsana in 61 km severno od Pauja.

## Uprava
Saint-Sever je sedež istoimenskega kantona, v katerega so poleg njegove vključene še občine Audignon, Aurice, Banos, Bas-Mauco, Cauna, Coudures, Dumes, Eyres-Moncube, Fargues, Montaut, Montgaillard, Montsoué in Sarraziet z 10.108 prebivalci (v letu 2009).
Kanton Saint-Sever je sestavni del okrožja Mont-de-Marsan.

## Zanimivosti
- nekdanja benediktinska opatija Saint-Sever, ustanovljena konec 10. stoletja, romanska cerkev kot del romarskih poti v Satiago de Compostelo (Via Lemovicensis), z relikvijami sv. Severa iz Novempopulanije, od leta 1998 na Unescovem seznamu svetovne kulturne dediščine,
- nekdanja samostana jakobincev in dominikancev iz 13. stoletja,
- rimska vila Gleyzia d'Augreilh iz druge polovice 4. stoletja,
- hiša Maison du Docteur Sentex z zbirko rimskih mozaikov iz vile Gleyzie, fajanse iz Samadeta,
- neoklasicistični dvorec Château du Général Lamarque iz začetka 19. stoletja,
- cerkev sv. Evlalije,
- arena Morlanne; Saint-Sever je član Zveze bikoborskih mest Francije,
- arheološko najdišče, prvotno oppidum, Butte de Morlanne.

## Osebnosti
- Jean Maximilien Lamarque (1770-1832), general v času revolucionarnih, Napoleonskih vojn;

## Pobratena mesta
- Puente la Reina (Navarra, Španija);